# Derecho escrito
El Derecho escrito es un sistema jurídico que posee una normativa recogida por escrito; se opone al concepto de usos y costumbres, que da origen al Derecho consuetudinario. Habitualmente se entiende por tal al Derecho expresado en una ley (Derecho legislado), emitida por un legislador, promulgada y publicada para su cumplimiento.
La legislación escrita comienza con la historia y la civilización en Sumeria (Código de Hammurabi, véase Historia de las instituciones en la antigüedad). 
Los legisladores griegos (Solón, Licurgo, Clístenes) que daban leyes a sus polis fueron venerados como héroes. 
En la Antigua Grecia se entendía el respeto de la ley como la condición de ciudadanía y de libertad, al concebir cada individuo su sujeción a la comunidad política y sus normas no como resultado de la dependencia de otro hombre más fuerte o más digno, sino como la sumisión a un principio inmaterial ("la ley es el rey", nomos basileus), incluso cuando se está en desacuerdo con ella o acarrea la propia muerte (suicidio de Sócrates). 
El Derecho romano era principalmente un Derecho escrito (ius scriptum), mientras que el de los pueblos germánicos era consuetudinario. 
Varios reinos germánicos que se establecieron en el Imperio Romano de Occidente, especialmente los godos y los francos, fueron publicando leyes o cuerpos legales escritos. 
En general, en la Europa del norte predomina la tradición jurídica del Derecho consuetudinario, mientras que la Europa meridional, de tradición grecolatina, es el ámbito del Derecho escrito; incluso el territorio de Francia se dividía en dos mitades, según predominaba una tradición jurídica u otra (véase Antiguo Régimen en Francia). Las consecuencias de ello se extendían a múltiples cuestiones, como el grado de libertad de los jueces para innovar en Derecho y sentar precedentes, aplicando su propia jurisprudencia, en casos previstos o no en la normativa escrita o la costumbre. 